# Roger Godement
Roger Godement   (Le Havre, 1 d'octubre de 1921 - Villejuif, 21 de juliol de 2016) va ser un matemàtic francès.

## Vida i obra
Godement va viure a la seva vila natal de Le Havre, on el seu pare era empleat del port, fins als dinou anys. El 1940 va ingressar a l'École Normale Supérieure de París, en la qual es va doctorar el 1946 amb una tesi dirigida per Henri Cartan. A continuació va ser professor de la universitat de Nancy fins al 1955, quan va passar a ser-ho de la universitat de París. Va romandre a París fins a la seva jubilació el 1990, amb l'excepció d'un curs com visitant a l'Institut d'Estudis Avançats de Princeton (1969-70).
Godement va ser membre actiu de N. Bourbaki i, de fet, va ser l'únic membre de les primeres generacions de "bourbakistes" que va estar present a la col·locació de la placa commemorativa de la seva creació a Besse-en-Chandesse el 2003. Va ser un professor distingit, autor de nombrosos llibres de text per a estudiants de matemàtiques. Els seus quatre volums d'anàlisi matemàtica són una obra mestra de rigor i claredat. Les seves recerques es van centrar principalment en els grups topològics, l'anàlisi harmònica i la teoria dels feixos. Com a professor creia fermament que l'estudi de les ciències havia de formar l'esperit crític.
Profundament antimilitarista, es va negar a participar en alguna conferència pel seu finançament parcial per part d'organitzacions militars.

## Videografia
- L'obra de Roger Godement (orig.The work of Roger Godement). Dir: Jacquet, Hervé. Prod:  Institut des Hautes Études Scientifiques- 2018. 59 minuts. (en anglès). [Consulta: 8 març 2022]